# Föreningen för biblioterapi i Finland
Föreningen för biblioterapi i Finland (Finska: Suomen Kirjallisuusterapiayhdistys) grundades år 1981. Dess ändamål är att utveckla biblioterapi (litteraturterapi). Föreningen organiserar publicerings-, utbildnings- och upplysningsverksamhet och försöker också främja samarbete mellan de som är intresserade av biblioterapi. Föreningens nuvarande ordförande är Jaana Huldén.
Föreningen publicerar journalen Kirjallisuusterapia som startades året 1993.
Föreningens grundare var psykologen Juhani Ihanus, psykologen Heli Mertanen och bibliotekarien Leena Sippola. Föreningen började sin verksamhet som den första europeiska organisationen inom biblioterapi 1981, men blev registrerad till Föreningsregistret i januari 1983 och fick sitt svenska namn år 1984.